# Remember the Time
Singles de Michael Jackson
Black or White
(1991) In the Closet
(1992)
Pistes de Dangerous
She Drives Me Wild Can't Let Her Get Away
Remember the Time est une chanson de Michael Jackson sortie en tant que deuxième single de son huitième album studio, Dangerous, le 14 janvier 1992. Elle a été écrite et composée par Teddy Riley, Michael Jackson et Bernard Belle, et enregistrée dans les studios de la Hit Factory de Miami. Remember the Time est un mélange de R&B et de new jack swing. Les paroles de Remember the Time décrivent le fait de se souvenir de son amour pour quelqu'un.
La chanson a généralement été bien reçue par la critique et fut un succès commercial, atteignant aux États-Unis la 3e place au Billboard Hot 100 et la 1re dans le Hot R&B/Hip-Hop Songs. Internationalement, la chanson est entrée dans le Top 10 de neuf pays, atteignant par exemple la 1re place en Nouvelle-Zélande, la 2e en Espagne et la 3e au Royaume-Uni.
Le clip, d'une durée de neuf minutes, se déroule durant l'Égypte antique. Il utilise des effets spéciaux innovants et met en scène des artistes reconnus comme Eddie Murphy, Iman, The Pharcyde et Magic Johnson. Le titre devait être joué durant le Dangerous World Tour (1992/93) mais a été annulé pour cause de manque de temps de répétition.

## Historique et composition
Remember the Time est le deuxième single du huitième album de Michael Jackson, Dangerous le 14 janvier 1992. La chanson est écrite par Teddy Riley, Michael Jackson et Bernard Belle, et produite par Teddy Riley et Michael Jackson. Remember the Time dure trois minutes cinquante-neuf secondes. La musique a été comparée au single de Michael Jackson Rock with You (1979). Selon le coauteur Teddy Riley, la chanson raconte comment Michael Jackson est tombé amoureux de Debbie Rowe à la fin des années 1980 et début des années 1990. Sur le single figure une dédicace à Diana Ross (« Dedicated With Love To Diana Ross »), amie de longue date du chanteur avec laquelle il entretient un lien étroit.
Musicalement, Remember the Time est une chanson pop, R&B et new jack swing. Elle a pour thème le fait de se souvenir de son amour pour quelqu'un . Par exemple : « Do you remember when we fell in love? »,.
Les instruments présents sur la chanson sont notamment les claviers et les percussions. La chanson est harmoniquement centrée sur la note Fa mineur avec la voix de Michael Jackson de Mi bémol à Do. Le tempo est de 116 pulsations par minute.

## Réception critique
Remember the Time a généralement été bien reçue par les critiques de musique. Stephen Thomas Erlewine, auteur pour AllMusic, a déclaré que l'album Dangerous avait « beaucoup de savoir-faire professionnel à son apogée en raison de si bons singles comme In the Closet et Remember the Time ». Erlewine a également décrit Remember the Time comme étant le clou de l'album Dangerous. Alan Wright, auteur pour Rolling Stone, a déclaré qu'il voyait Remember the Time comme « le morceau le plus léger de l'album » et a décrit les paroles de la chanson comme racontant une « romance merveilleuse pour laquelle on se demande seulement : "Et donc, pourquoi a-t-elle pris fin ?" ». 
Jon Parales du New York Times, a déclaré que des « titres comme Remember the Time, She Drives Me Wild et Give in to Me » révèlent « toute l'histoire - bien [que les paroles] ne suggèrent pas le ton malheureux qu'il a lorsqu'il les chante. » Richard Harrington, auteur pour le Washington Post, décrit Remember the Time comme étant « nostalgique » ajoutant qu'il trouve que la chanson contient la « performance vocale la moins maniérée » de Michael Jackson mais qu'elle « construit un élan charmant, adapté à la radio ». Le site Sputnikmusic donne quant à lui à la chanson la note de 5/5.

## Liste des pistes
| 7" single (45 tours) 1. Remember the Time — 4:00 2. Come Together — 5:28 Cassette single 1. Remember the Time — 4:00 2. Black or White (The Clivilles & Cole Radio Mix) — 3:53 CD-Maxi Single (Royaume-Uni) 1. Remember the Time — 4:00 2. Remember the Time (Silky Soul 7") — 4:18 3. Remember the Time (New Jack Main Mix) — 6:50 4. Come Together — 5:28 CD-Maxi single (États-Unis) 1. Remember the Time (Silky Soul 7") — 4:18 2. Remember the Time (New Jack Radio Mix) — 4:00 3. Remember the Time (12" Main Mix) — 4:37 4. Remember the Time (E-Smoove's Late Nite Mix) — 7:14 5. Remember the Time (Maurice's Underground) — 7:29 6. Black or White (The Clivillés & Cole Radio Mix) — 3:33 7. Black or White (House with Guitar Radio Mix) — 3:53 8. Black or White (The Clivillés & Cole House/Club Mix) — 7:33 9. Black or White (The Underground Club Mix) — 7:30 | Visionary single Face CD 1. Remember the Time (7" Main Mix) 2. Remember the Time (New Jack Jazz Mix) Face DVD 1. Remember the Time (vidéoclip) 2x12" promo single (33 tours) - A1. Remember the Time (Silky Soul 12" Mix) — 7:05 - A2. Remember the Time (E-Smoove's Late Nite Mix) — 7:20 - A3. Remember the Time (a cappella) — 3:35 - B1. Remember the Time (Maurice's Underground) — 7:29 - B2. Remember the Time (New Jack Main Mix) — 6:48 - B3. Remember the Time (12" Main Mix) — 4:47 - C1. Remember the Time (Silky Dub) — 6:17 - C2. Remember the Time (E-Smoove's Late Nite Dub) — 5:35 - C3. Remember the Time (New Jack Jazz (21)) — 5:06 - D1. Remember the Time (Mo-Mo's Instrumental) — 5:19 - D2. Remember the Time (Bonus Beat 3) — 4:46 - D3. Remember the Time (New Jack Mix) — 6:48 |

## SingleRemember the Time
Audio (CD)
1. Remember the Time – 4:00

Vidéoclip (DVD)
1. Remember the Time (Official Upscaled Video) – 9:19

## Crédits
- Écrit et composé par Teddy Riley, Michael Jackson et Bernard Belle
- Produit par Teddy Riley et Michael Jackson
- Enregistré et mixé par Bruce Swedien, Teddy Riley et Dave Way
- Solo et chœurs, arrangements vocaux par Michael Jackson
- Claviers, synthétiseurs, rythme et arrangements au synthétiseur par Teddy Riley
- Séquençage et programmation par Wayne Cobham
- Percussions par Michael Jackson et Teddy Riley

## Clip vidéo
Le clip a été filmé à la mi-janvier 1992. Avant sa sortie, le label de Michael Jackson a promu la vidéo en révélant des scènes du tournage. Le clip vidéo a été diffusé pour la première fois sur MTV, Fox et BET le 2 février 1992 Après que la vidéo ait été diffusée sur MTV, la chaîne a diffusé un documentaire intitulé Plus dangereux que jamais (More Dangerous Than Ever) comportant des scènes de tournage. Le label de Michael Jackson n'a jamais révélé le budget du clip qui comporte des effets spéciaux innovants. Le clip de Remember the Time a été réalisé par John Singleton et chorégraphié par Fatima Robinson. La vidéo est une production élaborée, elle a été promue comme un court métrage et est devenue l'un des clips les plus longs de Michael Jackson avec une durée de plus de neuf minutes.
Lorsque Michael Jackson apparaît dans le clip en tant que magicien masqué, il est la troisième personne à essayer d'amuser la femme du pharaon (Iman), les deux premiers ayant échoué et ayant été condamnés à mort. La reine note que le magicien est différent : au lieu de faire un simple tour de magie, il s'approche du trône, disparaît sous de pauvres habits puis réapparaît en costume doré, et chante le titre (lui demandant si elle se souvient du temps où ils étaient ensemble). Le pharaon, Eddie Murphy n'apprécie pas le geste et appelle les gardiens. Michael Jackson s'enfuit dans une autre pièce et commence une chorégraphie élaborée dans un style égyptien avec les serviteurs du pharaon. Les gardes trouvent finalement les serviteurs et Michael Jackson, ce dernier disparaissant dans un nuage de poussière dorée. Dans le clip, Michael Jackson porte un costume fait de satin et une cotte de mailles dorée, une chemise blanche, une ceinture, un pantalon noir et des bottes noires.
Le clip a été généralement bien reçu par les critiques. Ira Robbins d' Entertainment Weekly décrit Remember the Time comme étant une « magnifique féerie de l'Égypte antique ». Le clip de Remember the Time, avec d'autres clips de Dangerous, est par la suite souvent diffusé sur MTV. 
Le clip vidéo est apparu sur les compilations Dangerous-The Short Films en 1993, Video Greatest Hits – HIStory en 1995 et Michael Jackson's Vision en 2010.
Parmi les scènes bonus de tournage on peut en noter une tout particulièrement, à savoir celle dans laquelle Eddie Murphy et Michael Jackson discutent pendant une pause. Bien qu'on ne sache si cette séquence a été préparée ou non, Eddie demande explicitement à Michael ce qu'il pense de Prince. Ce à quoi Michael répond : « Il est très fort mais je peux le battre ». Puis les deux en rient un long moment.

## Performance dans les hits-parades
Remember the Time est entrée dans le top cinq du  Billboard Hot 100, atteignant la 3e place du classement le 7 mars 1992, cinq semaines après la sortie du single. La chanson a connu un succès similaire dans les autres classements du Billboard : 1re place du classement R&B/Hip-Hop Songs le 7 mars, 2e pour Dance/Club Play Songs le 4 avril 1992 et 15e pour Adult Contemporary le 21 mars 1992. La chanson a atteint la 2e place du classement Billboard Hot Dance Music/Maxi-Singles Sales. Remember the Time a été certifié disque d'or par la RIAA pour la vente de plus de 500 000 unités aux États-Unis en mars 1992. La chanson a connu un succès commercial international, figurant dans le top 20 des plus grands pays au moment de sa sortie. Au Royaume-Uni, Remember the Time est entré dans le UK Singles Chart dès sa sortie le 15 février 1992 se plaçant directement à la 6e place. La semaine suivante, le 22 février, la chanson était montée à la 3e place. La chanson est restée dans les charts huit semaines.
Remember the Time est resté en tête des charts en Nouvelle-Zélande pendant deux semaines consécutives, après être entrée dans le classement en 3e position le 23 février La chanson a atteint la 4e place aux Pays-Bas et en Suisse et s'est classée dans le top 10 dans les charts français, australien, suédois, italien et norvégien. Elle a atteint la 16e place en Autriche. Remember the Time a été rééditée en 2006 pour la campagne Visionary de Michael Jackson a atteint la 2e place en Espagne à sa sortie le 14 mai 2006 Après la mort de Michael Jackson en juin 2009, sa musique a regagné en popularité Au Royaume-Uni, le 11 juillet, la chanson est entrée à nouveau dans le classement en 81e position.

## Classements et certifications
France 
| Classement (1992)                               | Meilleure position |
| ----------------------------------------------- | ------------------ |
| Allemagne (Media Control AG)                    | 8                  |
| Australie (ARIA)                                | 6                  |
| Autriche (Ö3 Austria Top 40)                    | 16                 |
| Belgique (Flandre Ultratop 50 Singles)          | 2                  |
| Belgique (Flandre VRT Top 30)                   | 1                  |
| Canada (RPM 10 Dance)                           | 1                  |
| Canada (RPM 100 Hit Tracks)                     | 2                  |
| Canada (RPM Adult Contemporary)                 | 5                  |
| Espagne (AFYVE)                                 | 1                  |
| États-Unis (Billboard Hot 100)                  | 3                  |
| États-Unis (Hot Adult Contemporary)             | 15                 |
| États-Unis (Hot Dance Club Play)                | 2                  |
| États-Unis (Hot Dance Music/Maxi-Singles Sales) | 1                  |
| États-Unis (Hot R&B/Hip-Hop Singles)            | 1                  |
| France (SNEP)                                   | 5                  |
| Irlande (IRMA)                                  | 3                  |
| Italie (FIMI)                                   | 8                  |
| Norvège (VG-lista)                              | 10                 |
| Nouvelle-Zélande (RMNZ)                         | 1                  |
| Pays-Bas (Nederlandse Top 40)                   | 3                  |
| Pays-Bas (Single Top 100)                       | 4                  |
| Pologne (Classements Singles)                   | 2                  |
| Royaume-Uni (UK Singles Chart)                  | 3                  |
| Suède (Sverigetopplistan)                       | 8                  |
| Suisse (Schweizer Hitparade)                    | 4                  |

| Classement (2006)              | Meilleure position |
| ------------------------------ | ------------------ |
| Australie (Kent Music Report)  | 72                 |
| Espagne (Promusicae)           | 2                  |
| Irlande (IRMA)                 | 26                 |
| Italie (FIMI)                  | 10                 |
| Pays-Bas (Single Top 100)      | 44                 |
| Royaume-Uni (UK Singles Chart) | 22                 |

| Classement (2009)                         | Meilleure position |
| ----------------------------------------- | ------------------ |
| Australie (ARIA)                          | 40                 |
| Belgique (Flandre Back Catalogue Singles) | 23                 |
| États-Unis (Hot Digital Songs)            | 35                 |
| Pays-Bas (Single Top 100)                 | 68                 |
| Royaume-Uni (UK Singles Chart)            | 81                 |
| Suisse (Schweizer Hitparade)              | 58                 |

| Chart de fin d'année (1992)                    | Position |
| ---------------------------------------------- | -------- |
| Canada (RPM Top 100 Adult Contemporary Tracks) | 56       |
| États-Unis (Billboard Hot 100)                 | 19       |

| Pays       | Certification | Date | Ventes certifiées |
| ---------- | ------------- | ---- | ----------------- |
| États-Unis | 16 mars 1992  | Or   | 500 000           |

## Interprétation
Remember the Time avait été répétée pour le Dangerous World Tour mais la chanson ne fut finalement pas intégrée dans la programmation.
La chanson fut jouée lors des Soul Train Music Awards de 1993. À la suite d'une entorse à la cheville droite que Michael Jackson s'est faite en dansant avant la cérémonie, il fit des mouvements de danse mais assis sur une chaise, entouré de multiples danseurs et figurants.
Par ailleurs, Remember the Time était planifiée pour les concerts This is it mais elle fut finalement retirée de la programmation.

## Récompenses
- Soul Train Music Awards 1993 : Meilleur single (catégorie masculine)

## Source
- (en) Cet article est partiellement ou en totalité issu de l’article de Wikipédia en anglais intitulé « Remember the Time » (voir la liste des auteurs).